# Paul Demetrius von Kotzebue

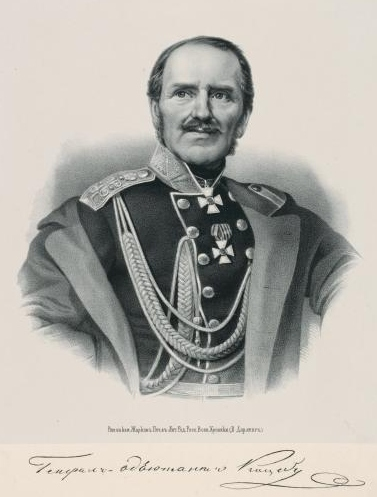
Paul Demetrius von Kotzebue

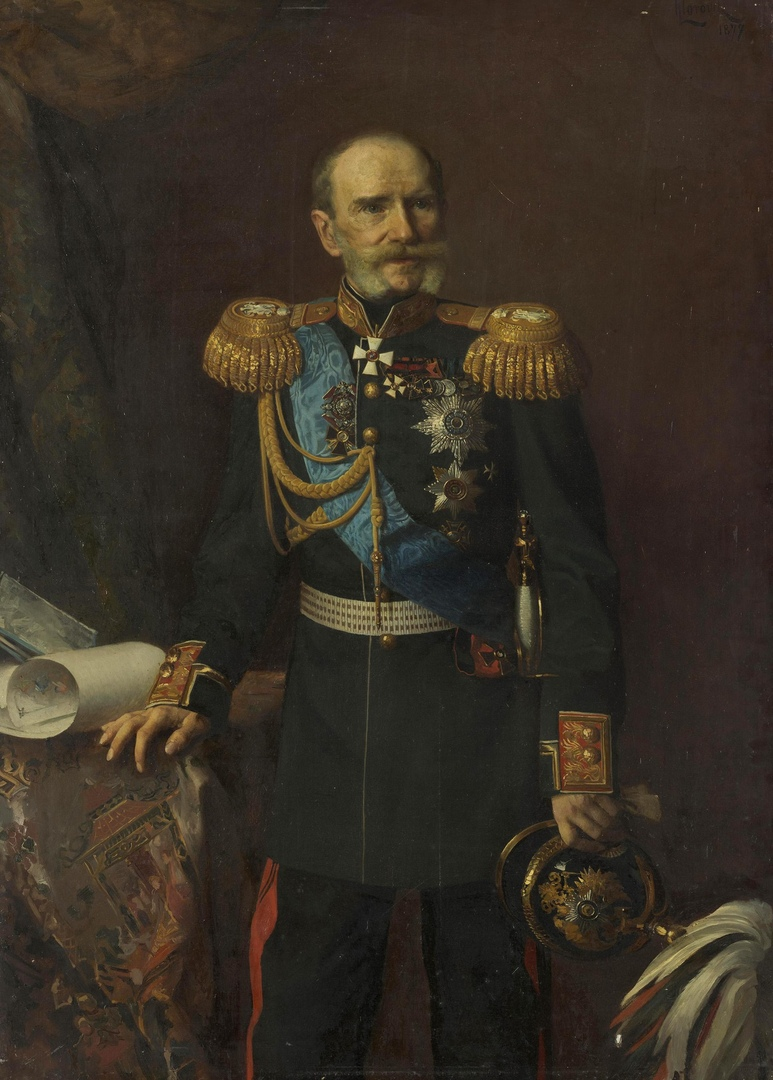
Paul Demetrius von Kotzebue auf einem Gemälde von Leopold Horovitz

Paul Demetrius Graf von Kotzebue (russisch Павел Евстафьевич Коцебу) (* 22. August 1801 in Berlin; † 2. Mai 1884 in Reval) war ein Deutsch-Balte, der als russischer General bekannt wurde.

## Werdegang
Paul Demetrius von Kotzebue war der fünfte Sohn des Dichters August von Kotzebue. Er trat in die russische Armee ein, wurde 1843 Generalquartiermeister unter Paskewitsch und 1846 Stabschef des kaukasischen Korps. Seit 1853 Chef des Generalstabs der russischen Armee in den Donaufürstentümern, machte er die Verteidigung von Sebastopol mit und ging dann mit Gortschakow als Chef des Generalstabs nach Polen. Kotzebue wurde 1859 General der Infanterie und 1862 Generalgouverneur von Neurussland und Bessarabien, später auch Oberbefehlshaber des Militärbezirks von Odessa, in welcher Stellung er besonders für Anlegung von Eisenbahnen in jenen Gegenden wirkte. Seit 1874 Generalgouverneur von Warschau, wurde er 1875 vom Kaiser von Russland in den erblichen Grafenstand erhoben. Bald nachdem er Anfang 1880 in Warschau sein 60-jähriges Dienstjubiläum gefeiert hatte, gab er den Posten eines Generalgouverneurs von Polen auf und starb am 2. Mai 1884 in Reval.

## Ehrungen
Ihm zu Ehren wurde die Kotzebue-Brücke in Odessa benannt, wo er zwischen 1862 und 1874 als Generalgouverneur tätig war.